# Roussette de l'île de Céram
Pteropus ocularis
Espèce
Statut de conservation UICN

 VU B1ab(iii,v) : Vulnérable
Répartition géographique
Statut CITES
La Roussette de l'île de Céram (Pteropus ocularis) est une espèce de chauve-souris de la famille des Pteropodidae. Elle est endémique des forêts montagneuses de deux îles indonésiennes, Buru et Céram, y compris le parc national de Manusela. Elle était également présente sur l'île voisine d'Ambon, mais n'y vit probablement plus. Son habitat a une superficie de moins de 20 000 km2 et est en baisse en raison de l'exploitation forestière. Pour cette raison, et à cause de sa chasse par la population locale, cette espèce est classée comme vulnérable par l'UICN depuis 1996.